# Porte d'Alcántara
La porte d'Alcántara (Puerta de Alcántara) est une porte fortifiée de style omeyyade située à Tolède, ville de la communauté autonome de Castille-La Manche en Espagne.

## Localisation
La porte se situe dans le secteur est de la vieille ville de Tolède, entre la Ronda Juanelo et la Bajada Alcántara, face au Tage, au pont d'Alcántara et à sa porte gothique.

## Historique

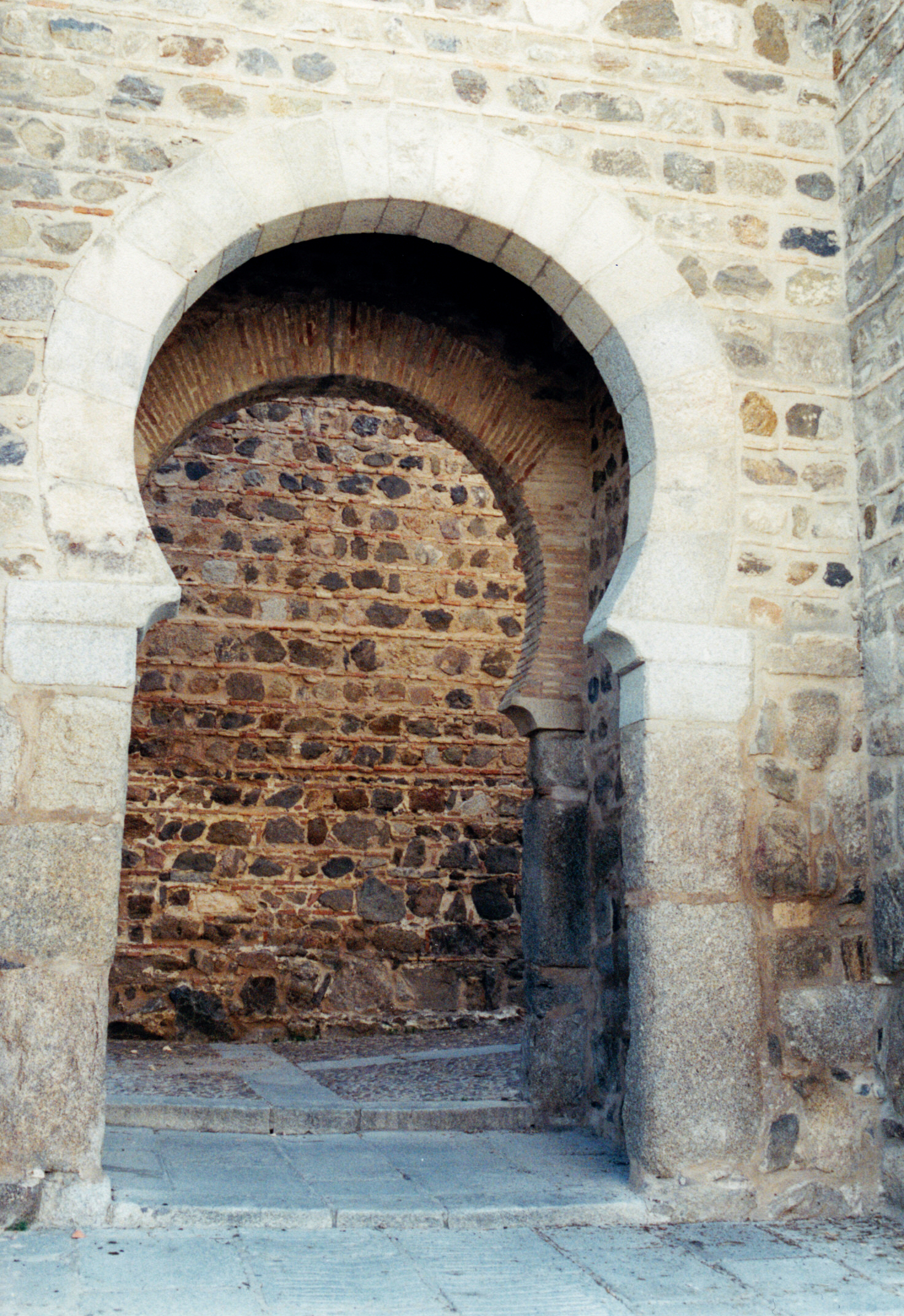
Détail de la porte.

La porte d'Alcántara est une porte fortifiée d'origine omeyyade qui date approximativement du Xe siècle. 
Elle constitue le seul vestige omeyyade à Tolède, aux côtés de l'ancienne mosquée Bab al-Mardum, plus connue sous le nom de « mosquée Cristo de la Luz ».
Fortement altérée au cours des siècles, elle avait disparu depuis le XVIe siècle sous des constructions et ne fut dégagée qu'en 1911 après la destruction des taudis qui la masquaient.
Il fallut cependant attendre les années 1960 pour que la porte soit restauré. Cette restauration lourde, aux allures de reconstruction, dégagea le passage coudé intérieur de la porte, en reconstitua les arcs outrepassés (arcs en fer à cheval) et couronna la porte de merlons.

## Architecture
La porte se découpe dans un tronçon de muraille d'une centaine de mètres de long, édifiée en moellons et en briques et surmontée d'un parapet à merlons de style almohade
Cette muraille, qui comporte quatre tours carrées, intègre des portions de murs romains, reconnaissables à leur très grand appareil, à la base des murs et à droite de la porte.
La porte elle-même, enserrée entre deux tours et surmontée de meurtrières, est constituée d'un double arc outrepassé (l'un en pierre de taille et l'autre en briques) donnant accès à un passage coudé typique des ouvrages de défense musulmans dans lequel on trouve un deuxième arc outrepassé double.